# Pierre-Emile Højbjerg
Pierre-Emile Kordt Højbjerg, ou apenas Pierre Højbjerg (Copenhague, 5 de agosto de 1995) é um futebolista dinamarquês que atua como volante. Atualmente defende o Olympique de Marseille. 

## Carreira

### Bayern de Munique
Após jogar nas categorias de base do BK Skjold entre 2003 e 2007, Højbjerg assinou com o FC Copenhague, principal clube de seu país, onde atuou por 2 anos. Passou ainda pelo Brøndby entre 2009 e 2012, mas não chegou a jogar profissionalmente nos "Drengene Fra Vestegnen", tendo sido contratado pelo Bayern de Munique ainda como jogador em formação. Ele considera o ex-meia francês Zinédine Zidane como sua inspiração.
No clube bávaro, fez 44 partidas e marcou 12 gols pela equipe B. Estreou profissionalmente em abril de 2013, contra o 1. FC Nürnberg, entrando no lugar do suíço Xherdan Shaqiri, tornando-se o mais jovem jogador a atuar em uma partida do Bayern, aos 17 anos e 253 dias - em março, contra o Bayer Leverkusen, ficou no banco de reservas, mas não jogou. Inscrito para a Copa do Mundo de Clubes da FIFA de 2013, o dinamarquês não entrou em campo em nenhum dos dois jogos do clube na competição.
Foi emprestado ao FC Augsburg entre janeiro e junho de 2015. Em agosto foi novamente cedido, desta vez ao Schalke 04, para a temporada 2015–16.

### Southampton
Em 11 de julho de 2016 firmou com o Southampton por cinco temporadas por valores não revelados.

### Tottenham
Em 11 de agosto de 2020 foi anunciado como novo reforço do Tottenham por um valor de aproximadamente 17 milhões de euros. Ele manterá contrato com o clube londrino até 2025.
Em 22 de julho de 2024, Højbjerg juntou-se ao Olympique de Marseille por empréstimo para a temporada 2024-25, com uma "obrigação de que a mudança se tornaria permanente" por uma taxa estimada em cerca de £ 17 milhões.

## Seleção Dinamarquesa
Convocado pela primeira vez para a seleção dinamarquesa principal em maio de 2014, Højbjerg estreou contra a Suécia, permanecendo em campo durante os 90 minutos. Marcou seu primeiro gol em setembro, contra a Armênia, válido pelas eliminatórias da Eurocopa de 2016. Antes de atuar pela equipe principal, defendeu ainda as categorias sub-16, sub-17, sub-19 e sub-21.

## Títulos
Bayern de Munique
- Campeonato Alemão: 2012–13, 2013–14
- Copa da Alemanha: 2012–13, 2013–14
- Liga dos Campeões da UEFA: 2012–13
- Copa do Mundo de Clubes da FIFA: 2013

## Prêmios individuais
- Jogador Dinamarquês do ano: 2014
- Equipe Ideal da Eurocopa: 2020 [14]